# フジミント
フジミント株式会社（英称：Fuji Mint Corp.）は、アンティークコイン（古銭）及び記念コインのほか、関連商品の通信販売を行う企業として1993年に設立された株式会社である。

## 社名履歴
- 1993年2月 - 富士産業株式会社として創設
- 2000年4月 - フジインターナショナルミント株式会社に社名変更
- 2014年7月 - 株式会社フジホールディングスに社名変更
- 2025年5月 - フジミント株式会社に社名変更

## 概略
1999年から日本の民間鋳造所 (Private Mint) として記念貨幣の企画鋳造部門が設置された。現在、日本唯一の民間鋳造所として世界の主要中央銀行、国立銀行、主権独立国から法定記念貨幣の一貫業務を受託し、ニュージーランド領クック諸島政庁、北マリアナ連邦政庁、パラオ共和国、キリバス共和国、ザンビア共和国、ソマリア連邦共和国、ガーナ共和国、コンゴ民主共和国、マルタ騎士団政庁、モンゴル中央銀行など11ヶ国以上の国と地域より記念貨幣の企画、鋳造、販売を受託している。
また、かつては出版事業も行っており、コインや切手のコレクターを対象とした雑誌『月刊キュリオマガジン』を彩流社から発行していた（2025年現在、えにし書房が継続刊行中）。